# Klaus Hofherr
Klaus Hofherr (* 14. Oktober 1936 in Remscheid; † 12. Januar 2015) war ein deutscher Bergbauwissenschaftler und Koker.

## Leben
Nach dem Abitur 1957 und einem Praktikum studierte Hofherr Bergbau an der RWTH Aachen mit Diplomabschluss 1963. Seit dem Sommersemester 1958 gehörte er der Dresden-Freiberger Burschenschaft Cheruscia zu Aachen (heute Aachen-Dresdener Burschenschaft Cheruscia) an.
Nach dem Studium arbeitete er 1963–1968 beim Verein für bergbauliche Interessen und 1969–1971 beim Steinkohlenbergbau-Verein in Essen im Dezernat Thermische und Chemische Kohlenveredelung. Dort fertigte er auch seine Dissertation Der Zusammenhang zwischen der zeitlichen Änderung der Temperaturfelder bei der Hochtemperaturverkokung von Steinkohle im Laboratorium, im Technikum und im Betrieb an, mit der er 1970 von der Technischen Universität Berlin zum Dr. Ing. promoviert wurde.
1971 wechselte Hofherr zur Ruhrkohle AG. Er arbeitete zunächst in der Kokerei Zollverein in Essen und ab 1977 in der Kokerei Prosper in Bottrop. 1980 wechselte er zur Thyssen AG, um als Betriebsdirektor die Kokerei August Thyssen in Duisburg zu leiten. Mitte der 1990er Jahre initiierte und plante er die Kokerei Schwelgern. Am 31. Dezember 2001 ging er in den Ruhestand.
Hofherr war 1985–2001 Mitglied des Deutschen Kokereiausschusses des Steinkohlenbergbauvereins und des Vereins Deutscher Eisenhüttenleute (VDEh) und leitete Unterausschüsse bezüglich Rohstoff- und Produktfragen. Seit 1990 war er persönliches Mitglied des VDEh. 1994–2000 war er Vorsitzender des Vereins Deutscher Kokereifachleute. 1996–2001 war er Mitglied des Europäischen Kokereiausschusses.

## Ehrungen
- Ehrenmitglied des Deutschen Kokereiausschusses (Steinkohlenbergbauverein und Verein Deutscher Eisenhüttenleute) (2001)
- Koker-Medaille des Vereins Deutscher Kokereifachleute (2004)
- Joseph Becker Award der Association for Iron & Steel Technology (AIST) (2011)